# Chris Robertson
Pour les articles homonymes, voir Robertson.
Chris Robertson, né le 24 octobre 1965 à Canberra est un joueur professionnel de squash représentant l'Australie. Il atteint, en mars 1991, la deuxième place mondiale sur le circuit international, son meilleur classement.

## Carrière
Chris Robertson est champion du monde junior en 1984 et devient un des joueurs majeurs sur la fin des années 1980 et le début des  années 1990 dont une finale du British Open en 1992 face à Jansher Khan. Il fait partie de l'équipe d'Australie championne du monde par équipes en 1989 et 1991.
Il se retire du circuit professionnel en 1992 et devient coach national de l'équipe du pays de Galles en 1994. En 2011, il est nommé à la tête de l'équipe d'Angleterre et occupe le poste jusqu'en 2017 avant de prendre la tête du squash à Hong Kong.

## Palmarès

### Titres
- Open des Pays-Bas : 1991
- Grasshopper Cup : 1990
- Australian Open : 1987
- Scottish Open : 1985
- Championnats du monde par équipes : 1989, 1991
- Championnats du monde junior : 1984

### Finales
- Open des Pays-Bas : 1989
- British Open : 1992